# Sticteulima wareni
Sticteulima wareni is een slakkensoort uit de familie van de Eulimidae. De wetenschappelijke naam van de soort is voor het eerst geldig gepubliceerd in 1997 door Engl.